# Ghodghans
Ghodghans (nep. घोडघाँस) – gaun wikas samiti w środkowej części Nepalu w strefie Dźanakpur w dystrykcie Dhanusa. Według nepalskiego spisu powszechnego z 2011 roku liczył on 1122 gospodarstwa domowe i 5658 mieszkańców (2971 kobiet i 2687 mężczyzn).